# William L. Sharkey
William Lewis Sharkey, född 12 juli 1798 i Sumner County, Tennessee, död 30 mars 1873 i Washington, D.C., var en amerikansk diplomat, jurist och politiker. Han var Mississippis guvernör från juni till oktober 1865. Före amerikanska inbördeskriget var han whig och som guvernör hörde han inte till något parti.
Sharkey hade en framgångsrik advokatpraktik i Vicksburg och tjänstgjorde senare som domare. Sharkey tjänstgjorde som USA:s konsul i Havanna 1851–1853.
Sharkey efterträdde 1865 Charles Clark som Mississippis guvernör och efterträddes senare samma år av Benjamin G. Humphreys.
Sharkey avled 1873 och gravsattes på Greenwood Cemetery i Jackson. Sharkey County har fått sitt namn efter William L. Sharkey.